# Frank Lucas
Frank Lucas (9. září 1930, La Grange – 30. května 2019, New Jersey) byl dealer drog a heroinu, šéf organizovaného zločinu v Harlemu v období 60. a 70. let 20. století. Byl proslulý hlavně tím, že nakupoval přímo od výrobců v Saigonu a také díky tomu, že k převozu využíval letectvo Spojených států amerických, zvlášť ke konci války ve Vietnamu, kdy používal rakve padlých vojáků USA, které měly dvojité dno. Později toto ovšem popřel Frankův spolupracovník a prostředník Leslie „Ike“ Atkinson. Frankův příběh byl v roce 2007 zpracován do filmové podoby s názvem Americký gangster, kde Franka Lucase hrál Denzel Washington.

## Narození a první roky
Frank Lucas se narodil v La Grange v Severní Karolíně a vyrůstal v Greensboro v Severní Karolíně. Frank tvrdí, že incident, který ho donutil dát se na dráhu zločinu bylo to, když byl svědkem brutální vraždy, kdy člen Ku Klux Klanu vnikl do jeho domu, jeho 12letého bratrance přivázal ke sloupu, hlavní brokovnice mu vyrazil zuby a následně ustřelil hlavu. Začal provádět drobné zločiny, dokud se nepopral s bývalým zaměstnavatelem a na radu své matky utekl do New Yorku. V Harlemu vstoupil pod křídla jednoho z největších mafiánů Bumpyho Johnsona a následně zaměstnán jako řidič, ochránce a pravá ruka Bumpyho.

## Kriminální kariéra
Po smrti Bumpyho Frank Lucas zjistil, že pro dosažení úspěchu musí prolomit monopol italské mafie v New Yorku. Při své cestě do Bangkoku, kde se v této době díky vietnamské válce zdržovalo mnoho amerických vojáků, se setkal s armádním seržantem Lesliem „Ikem“ Atkinsonem, který byl ženatý s jeho sestřenicí a znal se se všemi „černými chlapíky v armádě od kuchařů výš“. Přes něho navázal přímý kontakt s výrobci heroinu z místních plantáží a využil Ikových armádních kontaktů k převozu drogy do USA. K pašování využíval speciálně vyrobené kopie rakví pro padlé vojáky s dvojitým dnem, což Ike později popřel s tím, že drogy pašovali v nábytku.
Jakoukoliv metodu Frank Lucas používal, brzy začal v Americe prodávat pod názvem Blue Magic heroin o čistotě 98–100 % a dovážený přímo z Thajska. Frank Lucas prohlásil, že denně vydělával milion dolarů prodejem drog, toto tvrzení bylo později prokázáno jako přehnané. V jednom rozhovoru Frank Lucas řekl: „Chtěl jsem být bohatý, chtěl jsem být bohatý jako Donald Trump, k tomu mi dopomáhej Bůh, a byl jsem“.
Lucasovy heroinové operace vyřizoval pouze on sám a jeho blízcí příbuzní, poněvadž předpokládal, že vlastní příbuzní ho neokradou a nenechají se zlákat konkurenčními gangy. Frank Lucas se nechal slyšet, že jeho jmění činí „zhruba 52 milionů dolarů“ většinou uložených v bankách na Kajmanských ostrovech. K tomu navíc „asi 1000 kilo skutečnýho fetu“, který představoval potenciální zisk minimálně 300 000 dolarů za kilogram. Tedy dohromady při prodeji 300 milionů. Tyto obrovské příjmy mu umožnily nakupovat nemovitosti po celé zemi včetně kancelářských budov v Detroitu a bytů v Los Angeles a v Miami. Koupil také několik tisíc akrů půdy na ranči v Severní Karolíně, kde choval na 300 kusů dobytka Černý Angus, včetně plemenného býka v hodnotě 125 000 dolarů.
Frank Lucas měl sedm dětí. Jedno z nich, dcera Francine, se narodilo z manželského svazku s Portoričankou Juliannou Farrait. Frank Lucas se scházel s politiky, herci, i se zločinci. Říkal, že se setkal s Howardem Hughesem v jednom z nejlepších klubů v Harlemu. Ačkoliv se rád pohyboval v lepší společnosti a vlastnil několik kabátu z norků a činčil, upřednostňoval nenápadné oblečení, aby na sebe nepoutal pozornost okolí.
V roce 1975 byli on a všichni ostatní, jež mu pomáhali, zatčeni speciálně zřízeným protidrogovým oddělením pod vedením policisty a právníka Richieho Robertse. Na Frankových účtech v zahraničí bylo zabaveno přes 250 milionů dolarů. Frank Lucas byl obviněn z výroby, prodeje a následného přechovávání drog a odsouzen na 70 let. Po odsouzení podal policii svědectví, která vedla k více než stovce usvědčení z drogových zločinů.
Pro zajištění vlastní bezpečnosti putoval v roce 1977 do programu na ochranu svědků. Po pěti letech vazby se v roce 1981 dostal ven z vězení v rámci podmínečného propuštění. V roce 1984 ho znovu zatkli za pokus o výměnu 30 gramů heroinu a 13 tisíc dolarů za kilogram kokainu. Tentokrát ho obhajoval jeho bývalý žalobce Richie Roberts, odsouzen byl na sedm let. Z vězení ho propustili v roce 1991.